# Liste de codes CIM-10
La classification internationale des maladies, 10e révision (CIM-10) est une classification statistique non exclusivement médicale codant notamment les maladies, signes, symptômes, circonstances sociales et causes externes de maladies ou de blessures, publiée par l'Organisation mondiale de la santé (OMS). La liste des codes contient 14 400 codes différents et permet de coder  de nombreux diagnostics et situations cliniques ou sociales. Utilisant des sous-classifications facultatives, le nombre de codes peut s'étendre jusqu'à 16 000.
L'OMS garantit des informations détaillées de la CIM en ligne. Les projets de la CIM ont débuté en 1983 et ont été complétés en 1989, pour une adoption le 17 mai 1990 et une publication en trois volumes en 1992, 1993 et 1994, pour rentrer en application à compter du 1er janvier 1993.
Son adoption fut tardive, la France ne l'appliquant à compter de 2000, les États-Unis de 1999.

## Liste
| Chapitre | Bloc    | Titre                                                                                               |
| -------- | ------- | --------------------------------------------------------------------------------------------------- |
| I        | A00–B99 | Certaines maladies infectieuses et parasitaires                                                     |
| II       | C00–D48 | Tumeurs                                                                                             |
| III      | D50–D89 | Maladies du sang et des organes hématopoïétiques et certains troubles du système immunitaire        |
| IV       | E00–E90 | Maladies endocriniennes, nutritionnelles et métaboliques                                            |
| V        | F00–F99 | Troubles mentaux et du comportement                                                                 |
| VI       | G00–G99 | Maladies du système nerveux                                                                         |
| VII      | H00–H59 | Maladies de l'œil et de ses annexes                                                                 |
| VIII     | H60–H95 | Maladies de l'oreille et de l'apophyse mastoïde                                                     |
| IX       | I00–I99 | Maladies de l'appareil circulatoire                                                                 |
| X        | J00–J99 | Maladies de l'appareil respiratoire                                                                 |
| XI       | K00–K93 | Maladies de l'appareil digestif                                                                     |
| XII      | L00–L99 | Maladies de la peau et du tissu cellulaire sous-cutané                                              |
| XIII     | M00–M99 | Maladies du système ostéo-articulaire, des muscles et du tissu conjonctif                           |
| XIV      | N00–N99 | Maladies de l'appareil génito-urinaire                                                              |
| XV       | O00–O99 | Grossesse, accouchement et puerpéralité                                                             |
| XVI      | P00–P96 | Certaines affections dont l'origine se situe dans la période périnatale                             |
| XVII     | Q00–Q99 | Malformations congénitales et anomalies chromosomiques                                              |
| XVIII    | R00–R99 | Symptômes, signes et résultats anormaux d'examens cliniques et de laboratoire, non classés ailleurs |
| XIX      | S00–T98 | Lésions traumatiques, empoisonnements et certaines autres conséquences de causes externes           |
| XX       | V01–Y98 | Causes externes de morbidité et de mortalité                                                        |
| XXI      | Z00–Z99 | Facteurs influant sur l'état de santé et motifs de recours aux services de santé                    |
| XXII     | U00–U99 | Codes d'utilisation particulière                                                                    |